# Oney Borba
Oney Barbosa Borba (Ponta Grossa, 20 de dezembro de 1915 — Castro, 30 de dezembro de 2000) foi um advogado, jornalista, historiador, escritor e cronista brasileiro. Era descendente do Coronel Telêmaco Augusto Enéas Morosini Borba.

## Biografia
Radicado na cidade de Castro, era filho de um funcionário público. Seu ensino secundário foi realizado na capital, Curitiba, onde estudou no Colégio Paranaense. No ensino superior. entrou para a Universidade do Paraná, no curso de Direito. Durante a graduação, participou do movimento estudantil e em 1936, foi preso por suas convicções políticas. Recolhido ao Presídio do Ahú e depois transferido para o quartel dos bombeiros, escapou por uma das janelas e fugiu na Porto Alegre.
Na capital gaúcha, participou do movimentos antigetulista liderado por José Antônio Flores da Cunha e novamente foi preso e transferido para o Rio de Janeiro. Após algum tempo na capital do Brasil, foi transferido para o Rio Grande do Sul e colocado em liberdade vigiada. Neste processo, fugiu para São Paulo e viveu na clandestinidade, com documentos falsos. Após a anistia aos presos políticos, retornou para Curitiba, retomando seus estudos.
No início da década de 1940, bacharelou-se em Direito e retornou para Castro para exercer a profissão de advogado. Enter 1946 e 1947, foi promotor público na cidade de Tibagi.
Na década de 1950, começou a escrever para jornais locais, sem deixar de lado sua atividade advocatícia. Com as pesquisas desenvolvidas em processos relacionados a inventários familiares, passou a desenvolver pesquisas relacionadas à produção historiográfica regional.  
No Castro Jornal, encontrou a melhor fonte para pesquisar e escrever sobre a história do Paraná, despontando na comunidade como uma das mais raras memórias da pesquisa histórica, escrevendo duas dezenas de livros, além de produções acadêmicas e pesquisas para o IHGEP.
Foi integrante do Instituto Histórico Geográfico e Etnográfico Paranaense (IHGEP), com o qual colaborou com uma coletânea de Causos da Nossa Gente, e pertenceu ao Centro de Letras do Paraná e a Academia de Letras dos Campos Gerais. Recebeu em 1995 o título de Cidadão Honorário de Castro.

## Obras
- Povoadores dos Campos Gerais (1969)[2][4]
- Marginalismo Sertanejo (1970)[2]
- Pequena História de Castro (1972)[2]
- Telêmaco Mandava Matar (1972)[2]
- Casos e Causos Paranaenses (1972)[4]
- O Breve (1978)[2]
- Livros do Ouvidor (1979, Boletim do IHGEP)[2]
- Causos da nossa gente (1982, Boletim do IHGEP)[2]
- Nica: Nicuta, Nicata, Nicucha (1982)[1][5]
- Quinzelas entre o Padre Chagas e os Povoadores de Guarapuava (1983, Boletim do IHGEP)[2]
- Preconceitos e Violência (1984)[2]
- Os Iapoenses (1986)[4]
- Telêmaco Mandava Matar (1987, 2ª Edição)[2]
- Revolta dos Escravos nos Campos Gerais (1987)[2]
- Tropeirismo Paranaense (1990, Boletim do IHGEP)[2]
- Sequelas do atentado contra a vida do coronel José Felix da Silva Passos (1995)[2]
- Vila de Socavão (1995)[2]
- Casos e Causos Paranaenses (1997, 2 ª Edição)[2]